# Matthias Perkams
Matthias Perkams (* 1971 in Bonn) ist ein deutscher Philosophiehistoriker und Hochschullehrer. Im Sommersemester 2015 nahm er einen Ruf auf die Professur für Philosophie mit Schwerpunkt Antike und mittelalterliche Philosophie an der FSU Jena an.

## Leben
Er studierte von 1991 bis 1996 Philosophie, katholische Theologie und klassische Philologie in Bonn, Jerusalem und Münster. Am Jesuitengymnasium Kaunas war er von 1996 bis 1997 Deutschlehrer und pastoral tätig. Während seines Promotionsstudiums (1997–2000) in Bonn arbeitete er gleichzeitig in der Redaktion des Reallexikons für Antike und Christentum am Franz Joseph Dölger-Institut. Nach der Habilitation in Jena 2001–2007 als Mitarbeiter der Nachwuchsgruppe Spätantike und byzantinische Literatur und des Graduiertenkollegs Leitbilder der Spätantike wurde er im Juli 2006 zum Privatdozenten am Philosophischen Institut der Universität Jena ernannt. Auf Einladung Richard Sorabjis, finanziert durch die Deutsche Forschungsgemeinschaft, forschte er von 2003 bis 2004 als Visiting Scholar am Wolfson College. Als Heisenberg-Stipendiat (2007–2009) der Deutschen Forschungsgemeinschaft arbeitet er am Martin-Grabmann-Institut und am Lehrstuhl für Christliche Philosophie der LMU München. Im Sommersemester 2009  wurde Akademischer Rat für Philosophie und Klassische Philologie (Schwerpunkt Antike und mittelalterliche Philosophie) an der Universität Jena. Die Rufe 2014 an die Katholische Universität Eichstätt-Ingolstadt und die Katholische Privatuniversität Linz lehnte er ab. 

## Forschung und Lehre
Seine Forschungsinteressen sind antike und mittelalterliche Philosophie, besonders aristotelische Tradition, Philosophie der Spätantike sowie des 12./13. Jahrhunderts, Ethik und Handlungstheorie, insbesondere praktische Rationalität und Wille, philosophische Anthropologie und Philosophie des Geistes, Grundfragen der Metaphysik, Entwicklung des Philosophieverständnisses in Antike und Mittelalter und Philosophie im christlichen Orient und der arabischen Welt.

## Schriften (Auswahl)
- Liebe als Zentralbegriff der Ethik nach Peter Abaelard (= Beiträge zur Geschichte der Philosophie und Theologie des Mittelalters. Neue Folge. Band 58). Aschendorff, Münster 2001, ISBN 3-402-04009-3 (zugleich Dissertation, Bonn 2001).
- als Herausgeber mit Rosa Maria Piccione: Selecta colligere, I. Akten des Kolloquiums "Sammeln, Neuordnen, Neues Schaffen. Methoden der Überlieferung von Texten in der Spätantike und in Byzanz". (= Hellenica. Band 11). Edizioni dell'Orso, Alessandria 2003, ISBN 88-7694-683-7.
- als Herausgeber mit Rosa Maria Piccione: Selecta colligere, II. Beiträge zur Technik des Sammelns und Kompilierens griechischer Texte von der Antike bis zum Humanismus. (= Hellenica. Band 18). Edizioni dell'Orso, Alessandria 2005, ISBN 88-7694-885-6.
- als Herausgeber mit Jörn Müller und Tobias Hoffmann: Das Problem der Willensschwäche in der mittelalterlichen Philosophie. The Problem of Weakness of Will in Medieval Philosophy (= Bibliotheca des Recherches de Théologie et Philosophie Médiévales. Band 8). Peeters, Leuven/Paris/Dudley 2006, ISBN 90-429-1779-2.
- als Herausgeber mit Rosa Maria Piccione: Proklos. Methode, Seelenlehre, Metaphysik. Akten der Konferenz in Jena am 18.–20. September 2003 (= Philosophia antiqua. Band 98). Brill, Leiden/Boston 2006, ISBN 90-04-15084-6.
- als Herausgeber: Siger von Brabant, Über die Lehre vom Intellekt nach Aristoteles. Quaestiones in tertium De anima. Nebst zwei averroistischen Antworten an Thomas von Aquin (= Herders philosophische Bibliothek des Mittelalters. Band 12). Herder, Freiburg u. a. 2007, ISBN 978-3-451-29033-6.
- Selbstbewusstsein in der Spätantike. Die neuplatonischen Kommentare zu Aristoteles' De anima(= Quellen und Studien zur Philosophie. Band 85). de Gruyter, Berlin u. a. 2008, ISBN 978-3-11-020492-6 (zugleich Habilitationsschrift, Jena 2006).
- als Herausgeber: Peter Abaelard, Theologia Scholarium (= Herders philosophische Bibliothek des Mittelalters. Band 24). Herder, Freiburg u. a. 2010, ISBN 978-3-451-34003-1.
- als Herausgeber mit Heidrun Eichner und Christian Schäfer: Islamische Philosophie im Mittelalter. Ein Handbuch. WBG, Darmstadt 2013, ISBN 978-3-534-22357-2.
- als Herausgeber mit Jörn Müller und Tobias Hoffmann: Aquinas and the Nicomachean ethics. Cambridge University Press, Cambridge 2013, ISBN 978-1-107-00267-8.
- als Herausgeber: Thomas von Aquin, Kommentar zu Aristoteles' Nikomachischer Ethik. Sententia Libri Ethicorum I und X. Lateinisch-Deutsch (= Herders philosophische Bibliothek des Mittelalters. Band 33). Herder, Freiburg u. a. 2014, ISBN 978-3-451-34048-2.
- Philosophie in der Antike. Von den Vorsokratikern bis zur Schule von Nisibis. Felix Meiner, Hamburg 2023, ISBN  978-3-7873-4229-7.